# Ryszard Pędrak
Ryszard Pędrak conosciuto anche come Ryszard Pędrak-Janowicz (Leopoli, 17 maggio 1932 – Cracovia, 3 febbraio 2004) è stato uno slittinista polacco.

## Biografia
Pędrak nacque a Leopoli, oggi in territorio ucraino ma all'epoca ricadente sotto i confini polacchi, e per la nazionale polacca gareggiò sia nel singolo che nel doppio. Saltuariamente veniva indicato anche con il cognome della moglie.
Prese parte ad una edizione dei Giochi olimpici invernali, ad Innsbruck 1964, occasione in cui disputò la gara del doppio concludendo al quinto posto, in quella che fu la sua ultima competizione a livello internazionale.
Ottenne tutti i suoi più importanti risultati ai campionati mondiali, conquistando la medaglia d'argento nel singolo e quella di bronzo nel doppio, in coppia con Halina Lacheta nell'edizione casalinga di Krynica-Zdrój 1958, nonché quella d'oro ad Imst 1963 ancora nel doppio, ma questa volta insieme a Lucjan Kudzia. Nelle rassegne continentali la sua prestazione migliore fu l'undicesimo posto nel doppio a Davos 1954.

## Palmarès

### Mondiali
- 3 medaglie:
  - 1 oro (doppio ad Imst 1963);
  - 1 argento (singolo a Krynica-Zdrój 1958);
  - 1 bronzo (doppio a Krynica-Zdrój 1958).